# Záchranná služba Asociace samaritánů České republiky
Záchranná služba Asociace samaritánů České republiky Praha-západ  z.s. (zkracováno ZS ASČR, anglicky Emergency Service - Association of the Samaritans of the Czech Republic) je provozovatelem zdravotnické záchranné služby (ZZS) v části Středočeského kraje a hlavního města Prahy.
Organizace má charakter nestátní neziskové organizace. Záchranná služba je hrazena z rozpočtů zdravotních pojišťoven a Středočeského kraje. Spolupráce s Zdravotnickou záchrannou službou Středočeského kraje je zajištěna uzavřenou smlouvou o provozu výjezdových skupin.
V České republice představuje ZS ASČR jednu z mála výjimek. Záchranné služby jsou celoplošně zřizovány kraji, proto jsou soukromé záchranné služby jen ojedinělé. I přesto je ZS ASČR největší nestátní záchrannou službou, která provozuje výjezdová stanoviště a doplňuje tak jejich síť.[zdroj?]

## Náplň činnosti

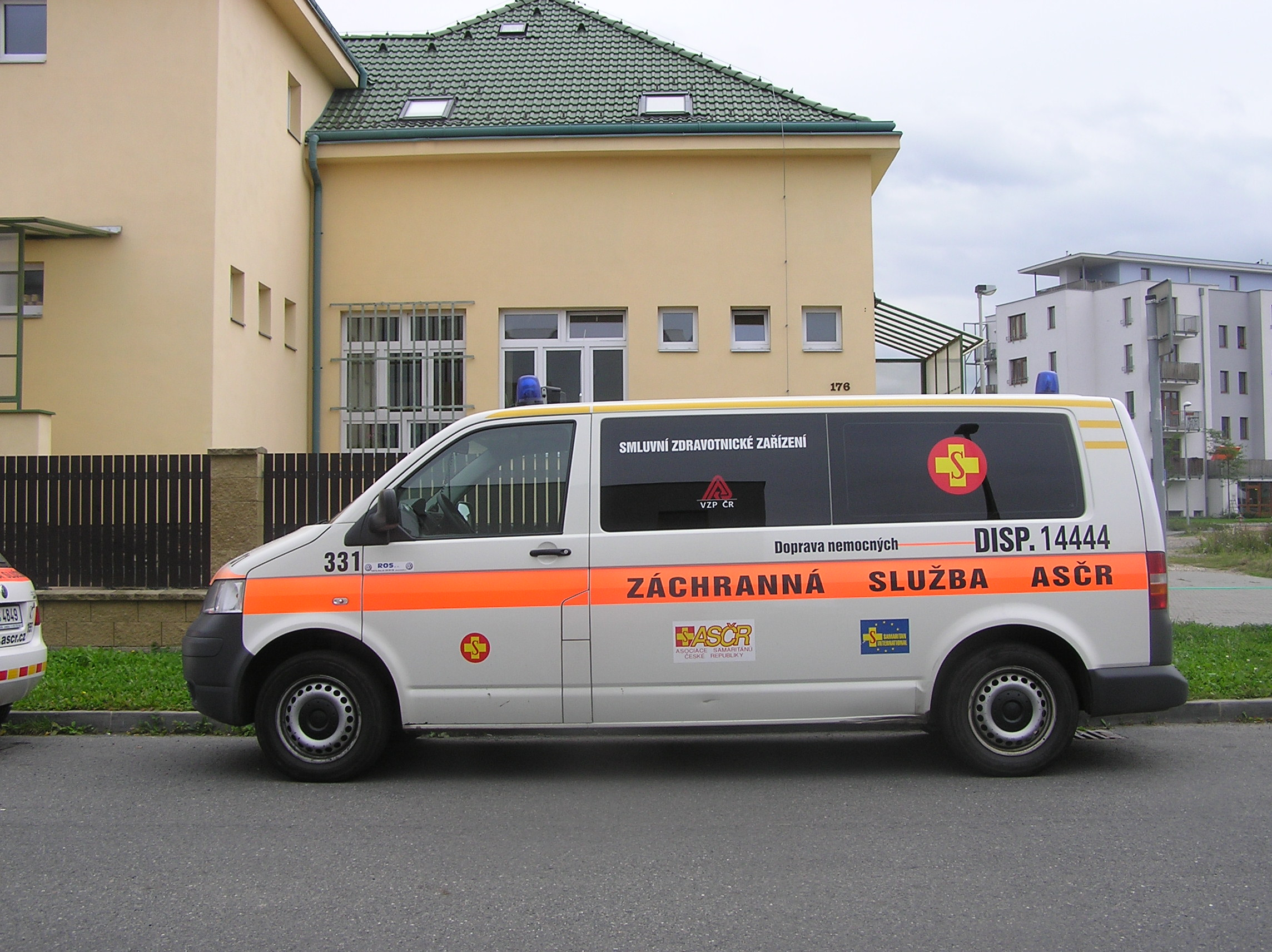
Vozidlo určeno pro službu DRNR

Hlavní náplní ZS ASČR je zajišťovat přednemocniční neodkladnou péči (PNP) podle zákona č. 374/2011 Sb. o zdravotnické záchranné službě. Působnost záchranné služby se vztahuje na sedm stálých a jedno sezónní výjezdové stanoviště, která jsou rozmístěna v oblasti okresu Praha-západ, okresu Mělník a na území hlavního města Prahy. Jedno ze stanovišť je umístěno v městské části Praha 5 - Zbraslav. Zde má sídlo také ředitelství organizace. Dalším výjezdovým stanovištěm je od prosince 2011 Praha-Ruzyně. ZS ASČR dále zajišťuje dopravu raněných, nemocných a rodiček (DRNR), repatriace z a do zahraničí, kurzy pro řidiče ZZS a sociální služby, mezi něž patří rozvoz obědů pro seniory, převoz invalidních občanů a službu domácího nouzového volání. Tato služba zahrnuje především pečovatelskou službu pro seniory a tělesně postižené pacienty.

## Výjezdová stanoviště

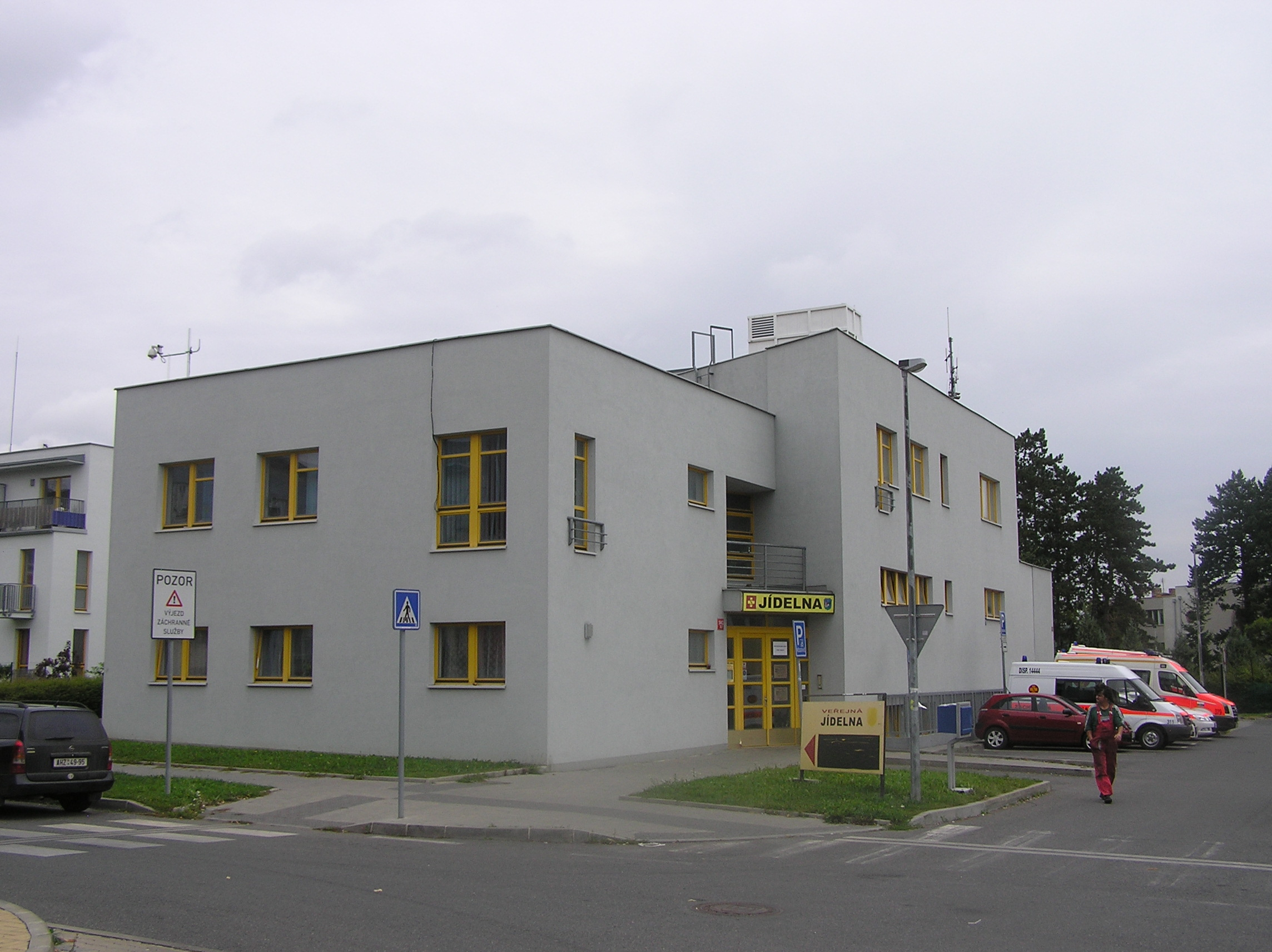
Výjezdové stanoviště v Praze na Zbraslavi

Výjezdová stanoviště jsou rozmístěna v obcích Slaný, Davle, Kralupy nad Vltavou, Mníšek pod Brdy, Praha - Ruzyně a v městské části Praha 5 - Zbraslav. Stanoviště ve Slaném provozuje ZS ASČR od března 2011, která se přihlásila do výběrového řízení jako jediná záchranná služba. Do června provozovala ZS ASČR na tomto stanovišti jednu standardní výjezdovou skupinu rychlé lékařské pomoci (RLP) doplněnou o výjezdovou skupinu RZP. Od července byl i na tomto stanovišti spuštěn systém Rendez-Vous. Na stanovišti tak dnes slouží dvě skupiny RZP a jedna skupina RV. Zajímavostí jsou dvě výjezdová stanoviště v Mníšku pod Brdy - výjezdové skupiny RV a RZP vyjíždějí z jedné obce, ale z různých míst. Na stanovištích je připraveno k okamžitému zásahu celkem jedenáct výjezdových skupin, z nichž čtyři mají charakter skupiny v systému RV (rendez-vous) s lékařem v osobním automobilu a sedm představují standardní dvoučlenné skupiny rychlé zdravotnické pomoci (RZP). V nočních hodinách je počet posádek snížen na deset, jedna výjezdová skupina RZP na stanovišti v Kralupech nad Vltavou funguje pouze v denním režimu (v pracovní době). Stanoviště jsou rozmístěna tak, aby byl dojezd k pacientovi uskutečněn do 20 minut od přijetí tísňové výzvy. Skupiny ZS ASČR v případě potřeby spolupracují s výjezdovými skupinami ZDravotnické záchranné služby Středočeského kraje a Zdravotnické záchranné služby hlavního města Prahy z okolních výjezdových stanovišť.[zdroj?]
Od 1. prosince 2011 ZS ASČR zajišťuje na základě úspěšně absolvovaného výběrového řízení na poskytování zdravotnické záchranné služby a lékařské služby první pomoci pro Letiště Praha-Ruzyně pohotovost pro poskytování zdravotnické záchranné služby a lékařské služby první pomoci pro zaměstnance, cestující veřejnost, návštěvníky a zaměstnance subjektů působících na Letišti Praha-Ruzyně.

### Vodní záchranná služba

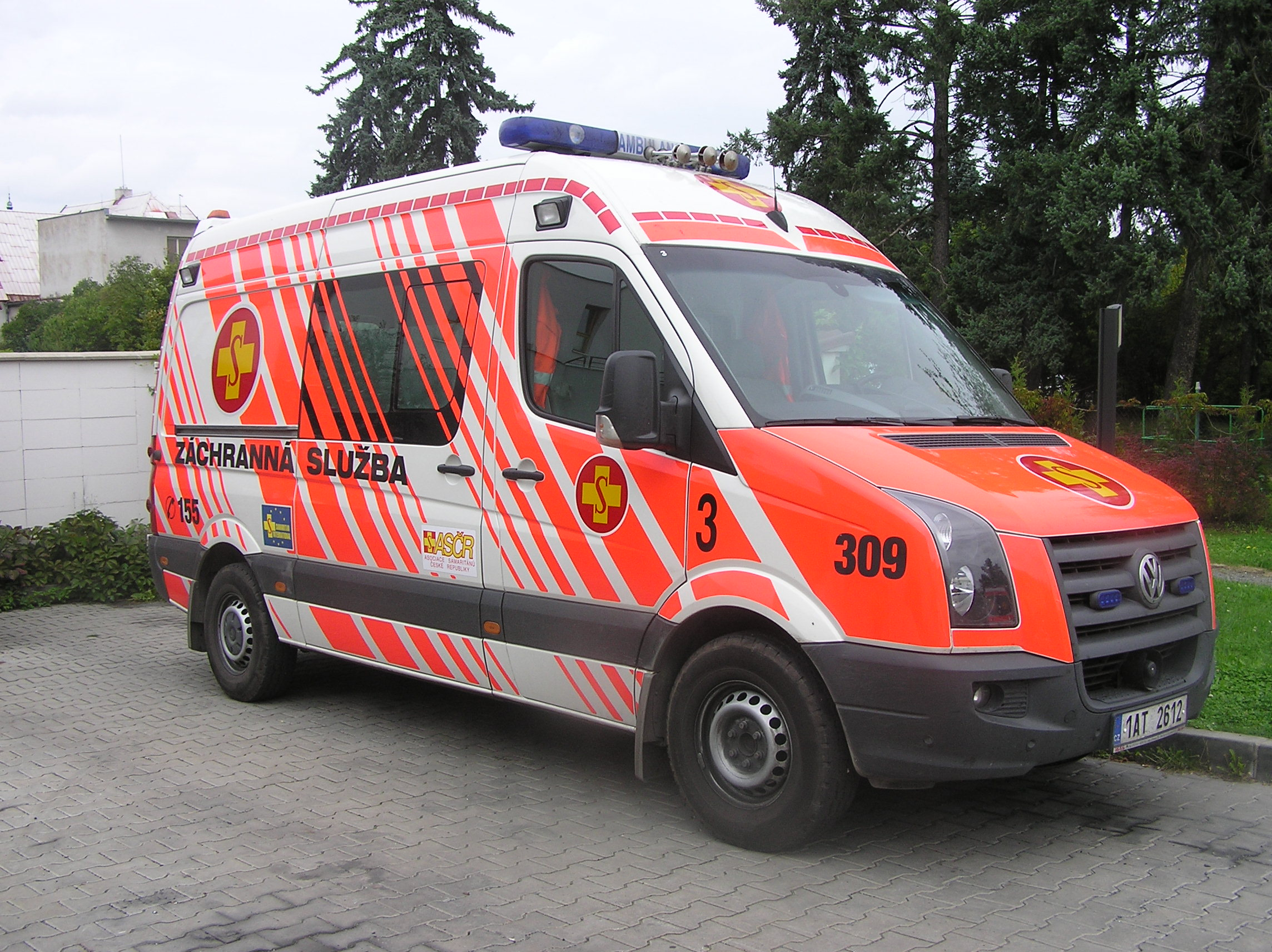
Volkswagen Crafter, sanitní vozidlo pro výjezdové skupiny v režimu RZP

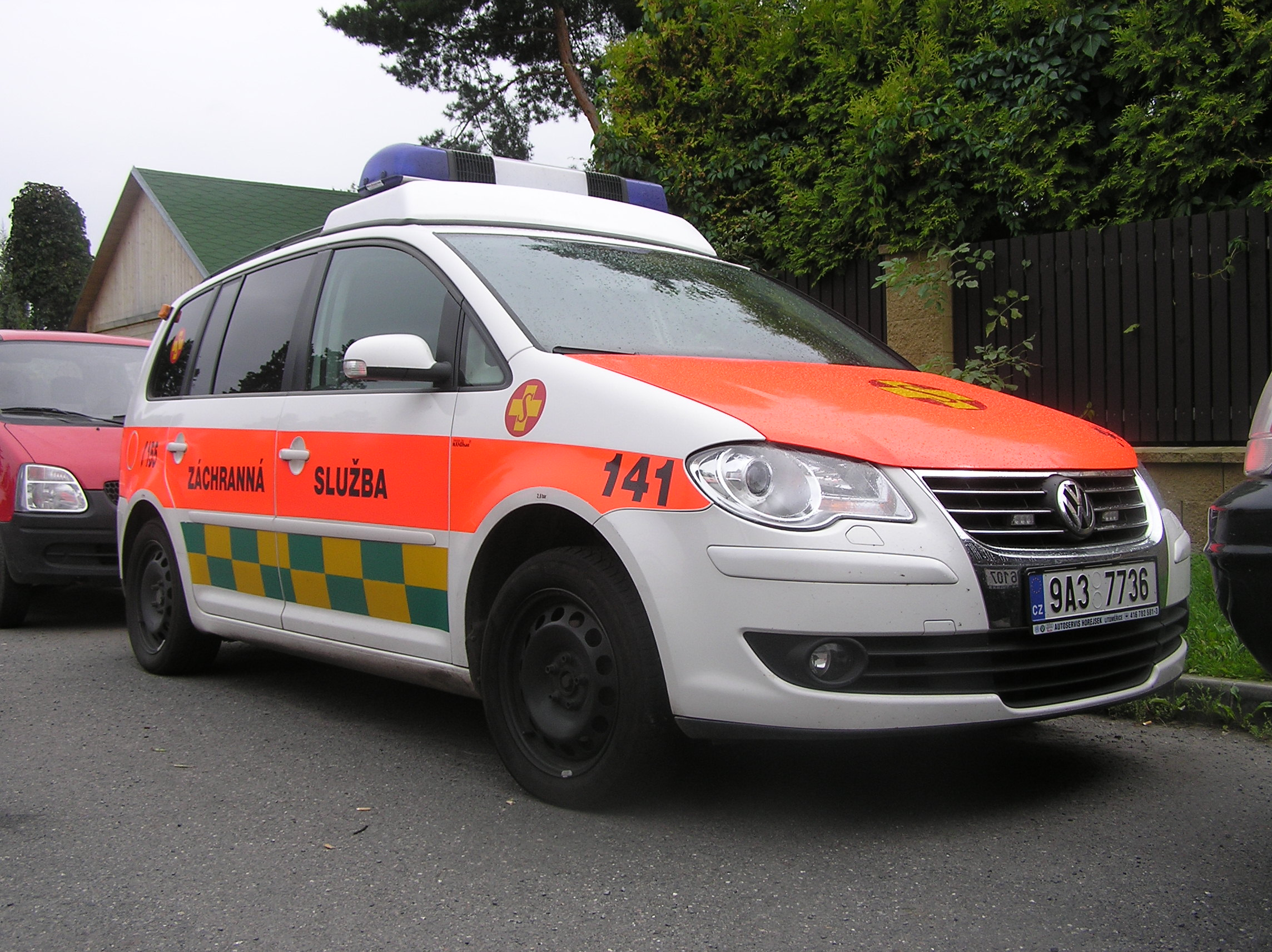
Volkswagen Touran jako RLP pro výjezdy v režimu RV

Od roku 2011 provozuje ZS ASČR ve spolupráci se Zdravotnickou záchrannou službou Středočeského kraje vodní záchrannou službu na vodní nádrži Orlík. Ta je v provozu v letní sezóně od počátku července do konce srpna. Během letních prázdnin je tak v provozu sezónní stanoviště, jehož součástí je provoz jedné skupiny RZP, která má k dispozici člun i sanitní vozidlo. Pravidelně dvakrát denně objíždí dvoučlenná zdravotnická posádka vodní nádrž a kontroluje okolí. Skupina zdravotníků je připravena zajišťovat PNP jak na samotné vodní nádrži, tak také v okolí prostřednictvím vozidla.[zdroj?]

### Přehled výjezdových stanovišť
| Výjezdová stanoviště | Výjezdové skupiny | Výjezdové skupiny | Výjezdové skupiny |
| Výjezdová stanoviště | RZP               | RV                |                   |
| Praha 5-Zbraslav     | 1                 | 1                 |                   |
| Letiště Praha-Ruzyně | 1                 | 1                 |                   |
| Kralupy nad Vltavou  | 2/1               | 1                 |                   |
| Mníšek pod Brdy      | 1                 | 1                 |                   |
| Davle                | 1                 |                   |                   |
| Slaný                | 2                 | 1                 |                   |

## Vozový park
Pro výjezdové skupiny RV jsou použita vozidla Volkswagen Touran a pro výjezdové skupiny RZP vozidla Mercedes-Benz Sprinter 316 4x4 a Volkswagen Crafter. Pro DRNR jsou užívány vany Volkswagen Transporter T5 a Ford Transit. Některá sanitní vozidla jsou opatřena battenburskou šachovnicí. Vozový park ZS ASČR disponuje celou škálou moderně vybavených vozidel pro mnoho různých účelů.[zdroj?]